# Гастоне П'єріні
Гастоне П'єріні (італ. Gastone Pierini, 27 вересня 1899 — 17 вересня 1967) — італійський важкоатлет.
Бронзовий призер Олімпійських Ігор 1932 року в категорії до 67,5 кг.